# استكشاف أعماق البحار

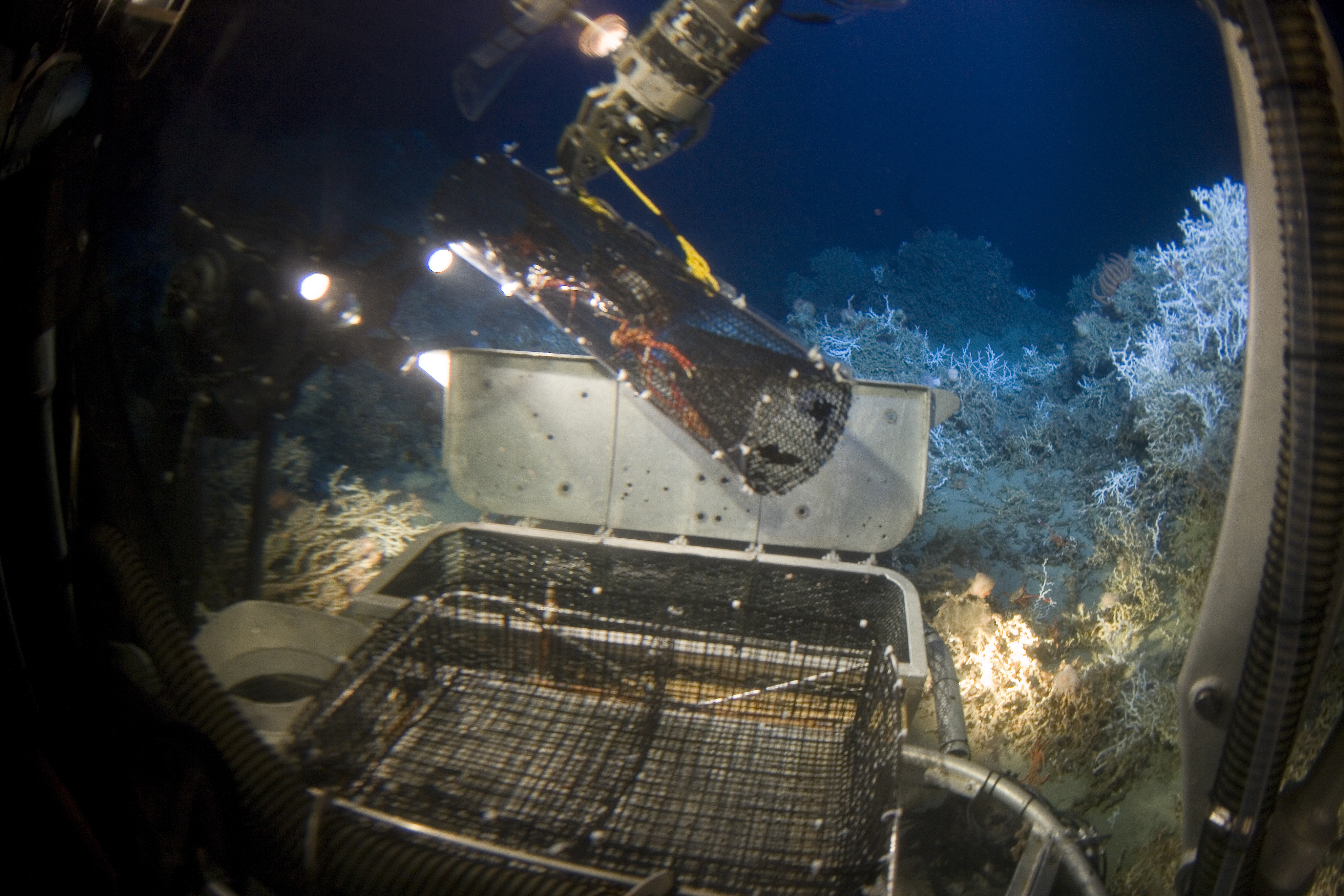
ذراع مناول الغاطسة عام 2005.

استكشاف أعماق البحار هو التحقيق في الظروف الفيزيائية، والكيميائية، والبيولوجية في قاع البحر، لأغراض علمية أو تجارية. ويعتبر استكشاف أعماق البحار كنشاط الإنسان حديثة نسبيا مقارنة بالمناطق الأخرى من البحوث الجيوفيزيائية، كما حققت أعماق البحار خلال السنوات الأخيرة نسبيا فقط. أعماق المحيطات لا تزال تبقى كجزء غير مستكشفة إلى حد كبير من كوكب الأرض، وتشكل مجال نسبيا غير مكتشفة.
وبصفة عامة، يمكن القول بان استكشاف أعماق البحار العلمية الحديثة قد بدأت عندما حقق العالم الفرنسي بيير سيمون دي لابلاس متوسط عمق المحيط الأطلسي بمراقبة المد والجزر الطلبات المسجلة على السواحل البرازيلية، والأفريقية. وأنه حساب العمق يكون 3,962 متر (12,999 قدم)، قيمة ثبت فيما بعد دقيقة تماما بقياس السبر. في وقت لاحق، مع تزايد الطلب على الكابلات المغمورة بالتقسيط، كان السبر الدقيقة المطلوبة وأجريت التحقيقات الأولى من قاع البحر. تم اكتشاف أول أشكال الحياة في أعماق البحار في عام 1864 عندم استطاع الباحثين النرويجيين الحصول على عينة من كرينويد مطاردة على عمق 3,109 متر (10,200). أرسلت الحكومة البريطانية رحلة تشالنجر (سفينة تسمى تشالنجر HMS) في عام 1872 التي اكتشفت أجناس جديدة 715 و 4,417 الأنواع الجديدة من الكائنات الحية البحرية أكثر من المساحة لمدة أربع سنوات.
وكان أول صك المستخدمة للتحقيق في أعماق البحار وزن السبر، المستخدمة من قبل المستكشف البريطاني السير جيمس كلارك روس. مع هذا الصك، وأنه توصل إلى عمق 3,700 متر (12,139) في عام 1840. رحلة تشالنجر استخدمت صكوك مماثلة تسمى آلات السبر بيل لاستخراج عينات من قاع البحر.
في عام 1960، جاك بيكار، والولايات المتحدة البحرية اللفتنانت دونالد والش ينحدر في غواصة الأعماق تريستا في خندق ماريانا، أعمق جزء من محيطات العالم، جعل الغوص الأعمق في التاريخ: 10,915 متر (35,810). في 25 مارس 2012، يتوقع المخرج جيمس كاميرون نزل في خندق ماريانا، وللمرة الأولى، قد تم تصويره وعينات من الأسفل.
قام ملازم البحرية ماثيو موري بالمساعدة في تركيب الكابلات التلغراف عبر القارة الأولى في عام 1858، وأمثلة قليلة من المخلوقات البحرية العميقة.
من عام 1872 إلى عام 1876، أجريت دراسة المحيط تاريخي قام بها علماء بريطانيون على متن سفينتي تشالنجر، وسفينة شراعية وأعيد تصميم إلى سفينة مختبر. رحلة تشالنجر تغطي 127,653 كيلومتر (68,927 nmi)، والعلماء على متن السفن التي جمعت مئات العينات والقياسات الهيدروغرافية، وعينات من الحياة البحرية. أنها تقيد أيضا مع توفير عرض الحقيقية الأولى للسمات الرئيسية من قاع البحر مثل أحواض المحيطات العميقة. أنهم اكتشفوا أكثر من 4,700 أنواع جديدة من الحياة البحرية، بما في ذلك الكائنات الحية في أعماق البحار.
استكشاف أعماق البحار أصبح متقدما كثيراً في القرن العشرين بفضل سلسلة من الاختراعات التكنولوجية، بدءا من نظام السونار، الكشف عن وجود كائنات تحت الماء عن طريق استخدام الصوت غطاسات مأهولة الغطس العميق مثل DSV ألفين. تدير (مؤسسة وودز هول الأوقيانوغرافية)، ألفين يهدف إلى نقل طاقم من ثلاثة أشخاص إلى أعماق من 4000 متر (13,123 قدم). الغواصة مجهز بالأضواء والكاميرات وأجهزة الكمبيوتر والأسلحة الروبوتية قدرة عالية على المناورة لجمع العينات في ظلام أعماق المحيطات.
الرحلة إلى قاع المحيط لا تزال تجربة صعبة. ويعمل العلماء على إيجاد سبل لدراسة هذه البيئة المتطرفة من على متن السفن. مع استخدام أكثر تطورا من العلماء الألياف الضوئية، والأقمار الصناعية وروبوتات التحكم عن بعد، يوم واحد قد استكشاف أعماق البحار من شاشة كمبيوتر على سطح السفينة وليس خارج من الكوة.

## المعالم البارزة لاستكشاف أعماق البحار
الظروف القاسية في أعماق البحار تتطلب وضع الأساليب والتكنولوجيات، التي كانت السبب الرئيسي وراء الاستكشاف تاريخ قصير نسبياً. في ما يلي يتم سرد الأحجار الأساسية لاستكشاف أعماق البحار:
- 1521: فرديناند ماجلان حاولت قياس عمق المحيط الهادئ مع خط المتوسط مرجح، ولكن لم تجد أسفل.
- 1818: الباحث البريطاني السير جون روس كان أو من اكتشف أن أعماق البحار يسكنها الحياة عندما فام باصطياد قناديل البحر، والديدان في حوالي 2000 عمق متر (6562) باستخدام جهاز خاص.
- 1843: على الرغم من ذلك، ادعى فوربس إدوارد قليلاً تنوع الحياة في أعماق البحار ويتناقص مع زيادة العمق. وذكر أن يمكن أن يكون هناك أي حياة في مياه أعمق من 550 متر (1804)، ما يسمى بنظرية أبيسوس.
- 1850: قرب لوفتن، وجدت السارس مايكل النباتات غنية في أعماق البحار في عمق 800 متر (2625) مما دحض نظرية أبيسوس.[14]
- 1872-1876: استكشاف البحار العميقة المنتظمة الأولى أجرتها البعثة تشالنجر على متن السفينة HMS تشالنجر برئاسة تشارلز، ويفيل تومسون. وكشفت هذه الحملة أن يؤوي أعماق البحار النباتات والحيوانات المتنوعة والمتخصصة.
- 1890 – 1898: النمساوية-المجرية أعماق البحار الرحلة الأولى على متن السفينة بولا SMS يقودها فرانز ستينداتشنير في شرق البحر الأبيض المتوسط، والبحر الأحمر.
- 1898-1899: أول بعثة ألمانية في أعماق البحار على متن السفينة فالديفيا برئاسة كارل تشون؛ العثور على العديد من الأنواع الجديدة من أعماق تزيد على 4000 متر (13123 قدم) في المحيط الأطلسي الجنوبي.
- 1930: ويليام بيب، واوتيس بارتون هي أولى أناس للوصول إلى أعماق البحار عند الغوص في ما يسمى باثيسفيري، مصنوعة من الفولاذ. أن تصل إلى عمق 435 متر (1427)، حيث أنها لاحظت قنديل البحر والروبيان.
- 1934: باثيسفيري الذي تم التوصل إليه بعمق 923 متر (3028).
- 1948: أوتيس بارتون المبينة لسجل جديد الوصول إلى عمق 1370 متر (4495).
- 1960: جاك بيكار ووالش دون التوصل إلى الجزء السفلي من «أعماق تشالنجر» في خندق ماريانا، تنازلي إلى عمق 10740 متر (35236) في سفينتهم أعماق البحار تريستا، حيث لاحظوا الأسماك والكائنات الحية الأخرى في أعماق البحار.
- 2012: السفينة تشالنجر أعماق، يقودها جيمس كاميرون، إكمال الرحلة المأهولة الثانية ومنفردا أول بعثة إلى الجزء السفلي من أعماق تشالنجر.

## الأجهزة الأوقيانوغرافية

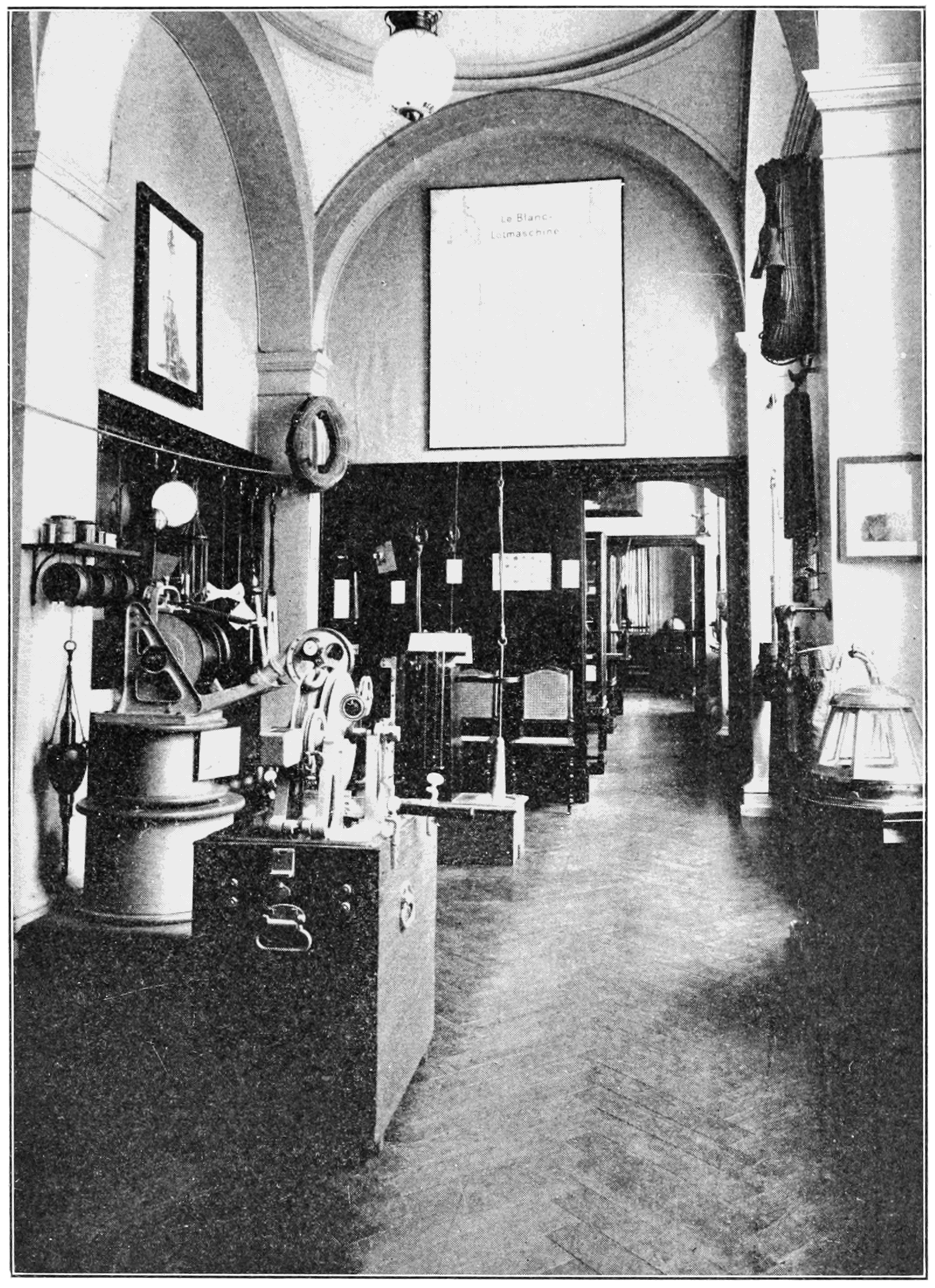
جهاز استكشاف أعماق البحار، عام 1910

الوزن السبر، واحدة من أول والأدوات المستخدمة للتحقيق في قاع البحر، صمم كأنبوب على القاعدة التي أجبرت قاع البحر في عندما ضرب قاع المحيط. ويعمل المستكشف البريطاني السير جيمس كلارك روس تماما هذا الصك لتصل إلى عمق 3700 متر (12139) في عام 1840.
سبر الأوزان المستخدمة في سفينتي تشالنجر كانت متقدمة قليلاً يسمى السبر. يستخدم سلك خط السبر للتحقيق في أعماق البحار وجمع مئات عينات البيولوجية من جميع المحيطات ما عدا منطقة القطب الشمالي. كما تستخدم في تشالنجر HMS كانت الحفارات والمجارف، علقت على الحبال، يمكن الحصول معها على عينات رواسب والعينات البيولوجية لقاع البحار.
هو النسخة الأكثر تطورا من وزن السبر قاطعة الجاذبية. قاطعة الجاذبية يسمح للباحثين عينة ودراسة طبقات الرواسب في قاع المحيطات. قاطعة يتكون من أنبوب مفتوحة مع وزن الرصاص وآلية الزناد النشرات قاطعة من كبل تعليق به عندما خفضت قاطعة على قاع البحر ووزن صغير يلامس الأرض. قاطعة يندرج تحت قاع البحر وتخترق ذلك بعمق يصل إلى 10 متر (33). عن طريق رفع قاطعة، يتم استخراج عينة طويلة واسطوانية في الذي يتم الاحتفاظ بهيكل الطبقات قاع البحار من الرواسب. استرداد الرسوبيات يسمح للعلماء لمعرفة وجود أو عدم وجود أحافير معينة في الوحل قد تشير أنماط المناخ في بعض الأوقات في الماضي، كما هو الحال خلال العصور الجليدية. يمكن الحصول على عينات طبقات أعمق مع قاطعة محمل في حفر. مجهز السفينة جويدس الحفر لاستخراج النوى من الأعماق لما يصل إلى 1500 متر (4921 قدم) تحت قاع المحيط. (انظر برنامج الحفر في المحيطات)
صدى الصكوك أيضا يستخدم على نطاق واسع لتحديد عمق قاع البحر منذ الحرب العالمية الثانية. يتم استخدام هذا الصك أساسا لتحديد عمق المياه عن طريق صدى صوتية. ينعكس نبض الصوت المرسلة من السفينة من قاع البحر إلى السفينة، والفاصل الزمني بين الإرسال والاستقبال التي تتناسب مع عمق الماء. بتسجيل هفوات الزمن بين المنتهية ولايته وإرجاع الإشارات بشكل مستمر على شريط ورقي، يتم الحصول على تعيين مستمر من قاع البحر. تم تعيين معظم قاع المحيط بهذه الطريقة.
وبالإضافة إلى ذلك، كامي التلفزيون عالي الدقة والحرارة وعدادات الضغط وسيسموجرافس بالصكوك الأخرى الجديرة بالذكر لاستكشاف أعماق البحار اخترعها التقدم التكنولوجي. هذه الصكوك هي أما خفضت إلى قاع البحر بكابلات طويلة أو يعلق مباشرة على العوامات غاطسة. يمكن دراسة التيارات في أعماق البحار بعوامات تحمل جهاز صوت بالموجات فوق الصوتية حيث أنه يمكن تعقب تحركاتهم من على متن سفينة الأبحاث. هذه السفن نفسها مجهزة بالدولة-من-الأدوات الملاحية الفن، مثل نظم الملاحة الساتلية، ونظم تحديد المواقع العالمية التي تبقى السفينة في موقع مباشر بالنسبة إلى منارة سونار في قاع المحيط.

## غطاسات الأوقيانوغرافية
بسبب الضغط العالي، والعمق الذي يمكن أن تنزل غواص دون معدات خاصة محدودة. بواسطة غواص الجلد أعمق سجلت 127 متر (417). ثورية جديدة غطس الدعاوى، مثل الدعوى JIM، يسمح للغواصين للوصول إلى أعماق تصل إلى حوالي 600 متر (1969). بعض الدعاوى إضافية ميزة حزم ستدمر التي تعزز غطاس إلى مواقع مختلفة تحت الماء.

## استكشاف أعماق أعمق
يجب أن يعتمد المستكشفين في أعماق البحار على الدوائر الصلب شيدت خصيصا لحمايتهم. وكان المستكشف الأمريكي ويليام بيب، أيضا طبيعة من جامعة كولومبيا في نيويورك، مصمم باثيسفيري العملية الأولى لمراقبة الأنواع البحرية في الأعماق التي لم يتسن غطاس. باثيسفيري، سفينة الصلب كروية، صمم بيب ومهندس زميل له أوتيس بارتون، مهندس في جامعة هارفارد. في عام 1930 بيب، وبارتون وصلت إلى عمق من 435 متر (1,427)، و923 متر (3028) في عام 1934. وكان الخطر المحتمل أن إذا انكسر الكابل، الركاب لا يمكنهم العودة إلى السطح. أثناء الغوص، أطل من الكوة بيب وإبلاغ ملاحظاته عن طريق الهاتف بارتون الذي كان على السطح.
في عام 1948، دعا الفيزيائي السويسري أوغست بيكار اختبرت كثير أعمق غوص سفينة أنه اخترع غواصة الأعماق، سفينة في أعماق البحار للملاحة مع تعويم مليئة بالبنزين، والدائرة مع وقف التنفيذ أو الجندول من الصلب كروية.على الغوص تجريبي في جزر الرأس الأخضر، له غواصة الأعماق اجتازت بنجاح الضغط عليه في 1402 متر (4600)، ولكن الهيئة قد تضررت بشدة بسبب موجات ثقيلة بعد الغوص. في عام 1954، مع هذا غواصة الأعماق، توصل بيكار إلى عمق 000 4 متر (13123 قدم). في عام 1953، انضم ابنه جاك بيكار بناء جديدة ومحسنة غواصة الأعماق تريستا، التي انخفضت بواقع إلى 3,139 متر (10,299) في التجارب الميدانية. بحرية الولايات المتحدة اكتسبت تريستا في عام 1958 ومجهزة من مقصورة جديدة لتمكينها من الوصول إلى أعماق المحيطات الخنادق. في عام 1960، جاك بيكار والولايات المتحدة ملازم البحرية دونالد والش نزل في تريستا إلى أعمق نقطة معروفة على الأرض-في خندق ماريانا، «عمق تشالنجر» بنجاح مما يجعل الغوص أعمق في التاريخ: 10,915 متر (35,810)
ويعمل عدد متزايد من الغواصات المحتلة الآن حول العالم. ألفين DSV الأمريكية الصنع التي يتم تشغيلها بواسطة (مؤسسة وودز هول الأوقيانوغرافية)، من غواصة تابعة لثلاثة أشخاص يمكن أن يغوص إلى حوالي 3600 متر (11811) ومجهز مناور ميكانيكية جمع عينات من قاع. ألفين قدم أول اختبار لها الغوص في عام 1964، وأجرى أكثر من 3000 الغطس إلى أعماق المتوسط من 1829 متر (6001). ألفين شاركت أيضا في مجموعة متنوعة واسعة من مشاريع البحوث، مثل واحد حيث تم اكتشاف الديدان الأنبوبية العملاقة في قاع المحيط والمحيط الهادئ قرب جزر غالاباغوس.

### غطاسات غير مأهولة
ووضعت إحدى المركبات غير المأهولة أعماق البحار أول بجامعة كاليفورنيا بمنحه من «مؤسسة هانكوك الآن» في أوائل الخمسينات لتطوير طريقة أكثر اقتصادا لأخذ الصور كم تحت سطح البحر مع فولاذ غير مأهولة الضغط العالي ودعا المجال 3000 رطل (1361 كجم) بينثوجراف التي تحتوي الكاميرا والضوء القوية. بينثوجراف الأصلية التي بناها المؤتمر الصومالي الموحد كان ناجحاً للغاية في اتخاذ سلسلة من الصور تحت الماء حتى أصبحت تقع بين بعض الصخور ولا يمكن استرجاع. الأعماق، أو مركبات تشغل عن بعد، نشهد تزايد استخدامها في استكشاف تحت الماء. يتم تجريب هذه الغواصات من خلال كابل الذي يربط إلى سطح السفينة، وأنها يمكن أن تصل إلى أعماق تصل إلى 6000 متر (19685 قدم). التطورات الجديدة في مجال الروبوتات أدت أيضا إلى إنشاء المستقلة، أو المركبات الغواصة المستقلة. هذه الغواصات الروبوتية مبرمجة مسبقاً، وتلقى أي تعليمات من على سطح الأرض. هروف تجمع بين سمات كل من الأعماق ولاختبار، تعمل بشكل مستقل أو مع كابل. (Argo) كان يعمل في عام 1985 لتحديد موقع حطام تيتانيك؛ كما استخدمت جيسون أصغر لاستكشاف غرق السفينة.

## النتائج العلمية
في عام 1974، استكشاف ألفين (تديرها مؤسسة وودز هول الأوقيانوغرافية ومركز أبحاث أعماق البحار مكان) وغواصة الأعماق الفرنسية Archimède والفرنسية غوص الصحن سيان، يساعده سفن الدعم وجلومار تشالنجر، وادي الصدع العظيم من ريدج منتصف المحيط الأطلسي، جنوب غربي جزر الأزور. والتقطت صور فوتوغرافية عن 5,200 للمنطقة، وتم العثور على عينات الحمم طدت صغار السن نسبيا في كل من جانبي الشق وسط الوادي المتصدع، تعطي دليلاً إضافيا على أن قاع البحر ينتشر في هذا الموقع بمعدل حوالي 2.5 سنتيمترا (1.0) سنوياً (انظر الصفائح التكتونية،).
في سلسلة من الغطس في الفترة بين 1979 – 1980 إلى الصدع أرخبيل غالاباغوس، قبالة ساحل إكوادور، وجد العلماء الفرنسية والإيطالية والمكسيكية والأميركية الفتحات، حوالي 9 متر (30) عالية وحوالي 3.7 متر (12) عبر، الاضطلاع بخليط ماء الساخن (تصل إلى 300 درجة مئوية، 572 درجة فهرنهايت)، وحلت المعادن في أعمدة الظلام، مثل الدخان (انظر فوهات،). هذه الينابيع الساخنة تلعب دوراً هاما في تشكيل الودائع التي يتم إثراء في النحاس والنيكل والكادميوم، والكروم واليورانيوم.